# Bungie
A Bungie, Inc (gyakran a BUNGiE írásmódot használják) egy amerikai videójáték fejlesztő vállalat, melynek székhelye jelenleg a Washington állambeli Bellevue városában található. A céget 1991 májusában alapította Bungie Software Products Corporation néven a Chicagói Egyetem egy hallgatója, Alex Seropian, akihez később csatlakozott Jason Jones, miután kiadták Jones Minotaur: The Labyrinths of Crete című játékát. Kezdetben az Illinois állambeli Chicagóban volt a székhelyük, pályájuk kezdetén főleg Mac OS rendszerekre fejlesztettek. Olyan sikeres játékok kötődnek a nevükhöz, mint a Pathways Into Darkness, a Marathon és a Myth sorozat. A Kalifornia állambeli San José városában 1997-ben megalapították a Bungie West nevű fejlesztőrészlegüket, melynek első és egyetlen játéka az Oni című third-person shooter volt.
A Microsoft 2000-ben felvásárolta a vállalatot. A játékot, amin akkoriban dolgoztak a Microsoft új, Xbox nevű konzoljára kellett elkészíteniük. A Halo: Combat Evolved a platform nyitócíme lett, majd a több milliós eladások a konzol egyik legnyereségesebb játékává tették és ezzel megalapozta a Halo sorozat útját.
2007. október 5-én a Bungie bejelenti, hogy kiválnak a Microsoftból és független cégként dolgoznak tovább. (Bungie, LLC) Nem sokkal később egy tízéves megállapodást kötnek az Activision Blizzard vállalattal, aminek értelmében az Activision a jövőben megjelenő Bungie játékok kiadói teendőit fogja ellátni.
A hivatalos oldalukon, mely a Bungie.net címen érhető el, a fórum mellett statisztikai rendszerrel is bír, melyet bizonyos játékaikba be is építettek. Ezen felül a céghez kapcsolódó relikviákat is árulnak, podcast adásokat készítenek, és játékos témákban publikálnak cikkeket. A cégnél baráti hangulatú, lelkes munkahelyi kultúra alakult ki, jelenleg pedig egy teljesen új játékon dolgoznak.